# SN 2006bs
SN 2006bs – supernowa typu II-P odkryta 19 kwietnia 2006 roku w galaktyce M+00-27-14. W momencie odkrycia miała maksymalną jasność 17,70m.